# Book of Bad Decisions
Book of Bad Decisions è il dodicesimo album in studio del gruppo musicale statunitense Clutch, pubblicato il 7 settembre 2018.

## Tracce
1. Gimme the Keys - 3:32
2. Spirit of '76 - 3:38
3. Book of Bad Decisions - 3:23
4. How to Shake Hands - 3:52
5. In Walks Barbarella - 3:49
6. Vision Quest - 3:18
7. Weird Times - 3:09
8. Emily Dickinson - 5:05
9. Sonic Counselor - 3:27
10. A Goof Fire - 3:43
11. Ghoul Wrangler - 4:27
12. H.B. Is in Control - 3:01
13. Hot Bottom Feeder - 3:34
14. Paper & Strife - 3:01
15. Lorelei - 5:48

## Formazione
- Neil Fallon – voce, chitarra
- Tim Sult – chitarra
- Dan Maines – basso
- Jean-Paul Gaster – batteria, percussioni